# Jan Škvor
Jan Škvor (26. ledna 1892 Myslíč – ????) byl československý politik a meziválečný poslanec Národního shromáždění za Republikánskou stranu zemědělského a malorolnického lidu (agrárníky). Jeho synem byl básník Pavel Javor.

## Biografie
Podle údajů k roku 1932 byl profesí rolníkem v Myslíči. Po řadu let byl veřejně aktivní v Martinicích u Votic, pak se přestěhoval zpět do rodného kraje, na Benešovsko.
Za agrárníky neúspěšně kandidoval již v parlamentních volbách v roce 1925. Poslancem Národního shromáždění se stal až po parlamentních volbách v roce 1929. Mandát ale získal až roku 1932 jako náhradník poté, co zemřel poslanec Karel Viškovský.